# Minicia gomerae
Minicia gomerae är en spindelart som först beskrevs av Schmidt 1975.  Minicia gomerae ingår i släktet Minicia och familjen täckvävarspindlar.
Artens utbredningsområde är Kanarieöarna. Inga underarter finns listade i Catalogue of Life.